# 英语周报
英语周报（英語：English Weekly）是由中华人民共和国山西省教育厅主管，山西师范大学主办的一份面向全国大中小学师生的英语教辅类报纸。创刊于1983年5月，总部设于山西太原。它在席玉虎在任期间壮大，2010年9月20日注册成立英语周报社有限公司。2010年发行量为1600万份，號稱世界發行量最大的報紙。

## 組織
《英语周报》總部位於山西省省會太原，此外還有七個分部，即华北东北分社、华东分社、中原分社、西北分社、华中分社、华南分社、西南分社。報社總共擁有三個印刷物流配送中心，分別位於太原、郑州和武汉。

## 獎項
《英语周报》曾獲得許多國內報業獎項，其中包括：
- 山西省一级报纸
- 中国十大创新传媒
- 中国十大创新行业报
- 中国专业报十强
- 中国十大领军报业
- 中国十大周报品牌
- 中国行业媒体十强
- 山西十大文化品牌
- 影响中国贡献品牌大奖
- 影响中国十大行业媒体